# Czarny Bór
Czarny Bór (Duits: Schwarzwaldau) is een dorp in het Poolse woiwodschap Neder-Silezië, in het district Wałbrzyski. De plaats maakt deel uit van de gemeente Czarny Bór en telt 2000 inwoners. Tot 1945 deel van Duitsland.

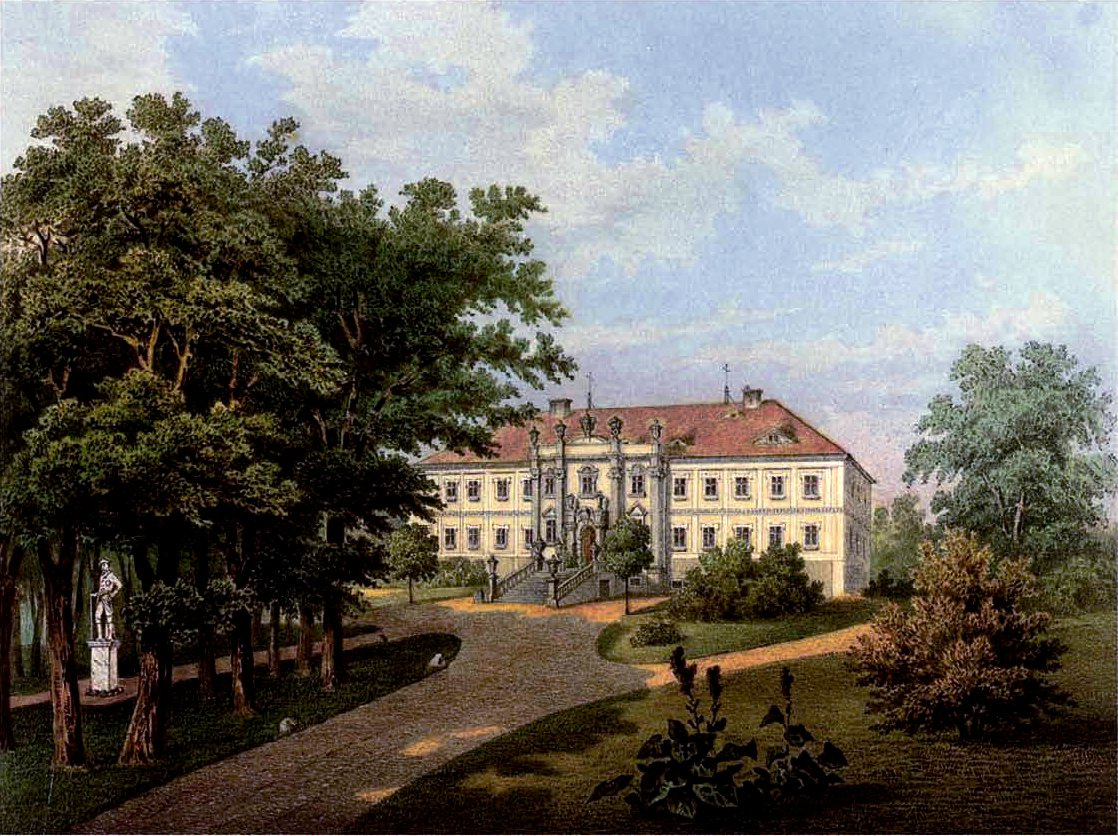
Slot Schwarzwaldau
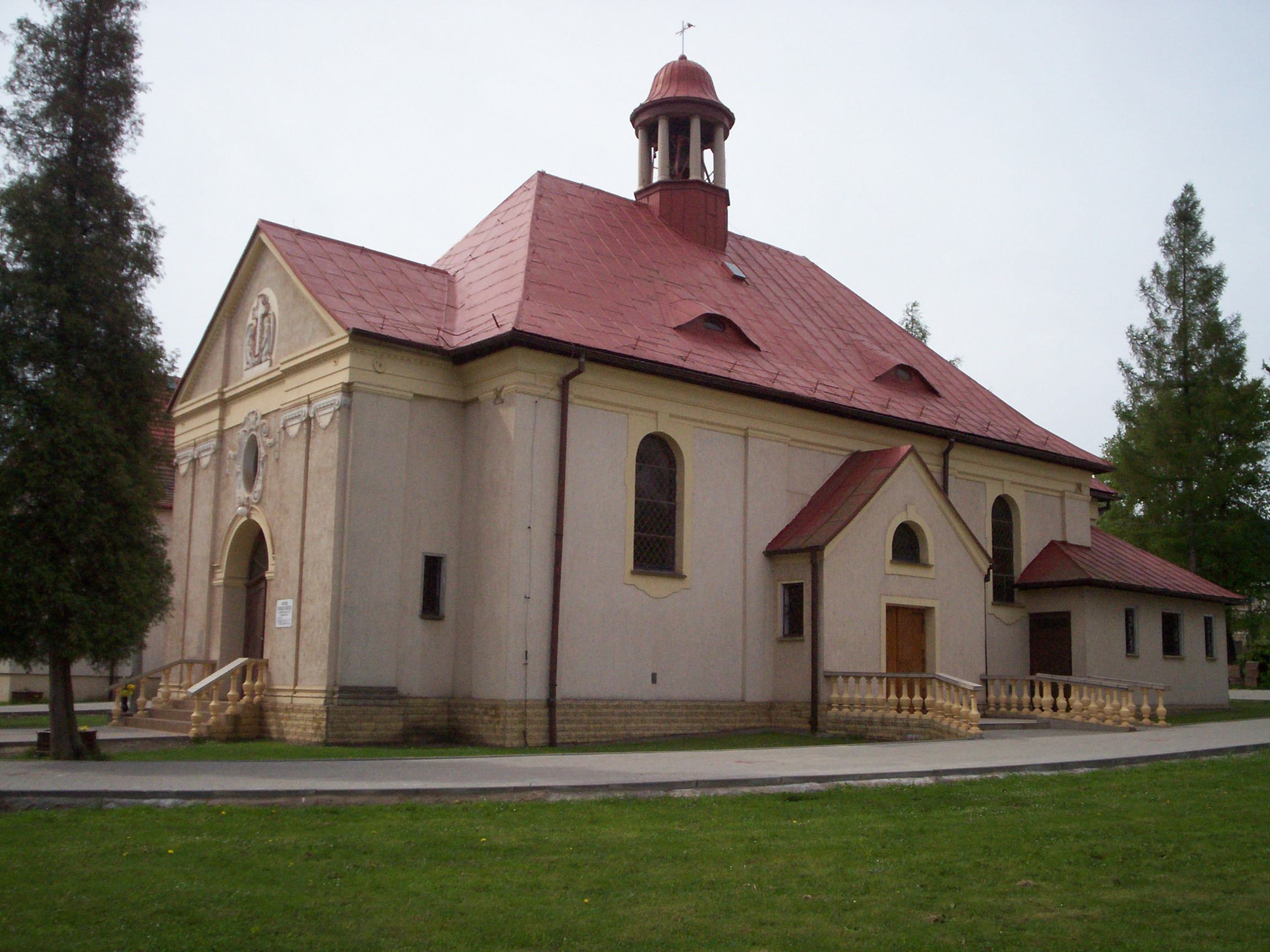
Kerk in Czarny Bór